# Babœuf
Babœuf és un municipi francès, situat al departament de l'Oise i a la regió dels Alts de França. L'any 2007 tenia 489 habitants.

## Demografia

### Població
El 2007 la població de fet de Babœuf era de 489 persones. Hi havia 190 famílies de les quals 46 eren unipersonals (23 homes vivint sols i 23 dones vivint soles), 53 parelles sense fills, 72 parelles amb fills i 19 famílies monoparentals amb fills.
La població ha evolucionat segons el següent gràfic:
Habitants censats

### Habitatges
El 2007 hi havia 224 habitatges, 192 eren l'habitatge principal de la família, 19 eren segones residències i 13 estaven desocupats. 223 eren cases i 1 era un apartament. Dels 192 habitatges principals, 172 estaven ocupats pels seus propietaris, 18 estaven llogats i ocupats pels llogaters i 3 estaven cedits a títol gratuït; 4 tenien dues cambres, 23 en tenien tres, 45 en tenien quatre i 121 en tenien cinc o més. 143 habitatges disposaven pel capbaix d'una plaça de pàrquing. A 79 habitatges hi havia un automòbil i a 100 n'hi havia dos o més.

### Piràmide de població
La piràmide de població per edats i sexe el 2009 era:
| Homes | Edats   | Dones |
| ----- | ------- | ----- |
| 0     | 95 o +  | 0     |
| 0     | 90 a 94 | 0     |
| 0     | 85 a 89 | 4     |
| 8     | 80 a 84 | 12    |
| 8     | 75 a 79 | 0     |
| 8     | 70 a 74 | 16    |
| 8     | 65 a 69 | 12    |
| 24    | 60 a 64 | 4     |
| 12    | 55 a 59 | 8     |
| 28    | 50 a 54 | 32    |
| 12    | 45 a 49 | 16    |
| 40    | 40 a 44 | 36    |
| 12    | 35 a 39 | 12    |
| 12    | 30 a 34 | 12    |
| 24    | 25 a 29 | 12    |
| 24    | 20 a 24 | 16    |
| 40    | 15 a 19 | 12    |
| 32    | 10 a 14 | 24    |
| 20    | 5 a 9   | 20    |
| 12    | 0 a 4   | 12    |

## Economia
El 2007 la població en edat de treballar era de 308 persones, 237 eren actives i 71 eren inactives. De les 237 persones actives 212 estaven ocupades (117 homes i 95 dones) i 25 estaven aturades (14 homes i 11 dones). De les 71 persones inactives 26 estaven jubilades, 23 estaven estudiant i 22 estaven classificades com a «altres inactius».

### Ingressos
El 2009 a Babœuf hi havia 201 unitats fiscals que integraven 509 persones, la mediana anual d'ingressos fiscals per persona era de 18.296 €.

### Activitats econòmiques
Dels 6 establiments que hi havia el 2007, 1 era d'una empresa de construcció, 2 d'empreses de comerç i reparació d'automòbils, 2 d'empreses de transport i 1 d'una empresa de serveis.
L'únic servei als particulars que hi havia el 2009 era un paleta.
L'any 2000 a Babœuf hi havia 7 explotacions agrícoles.

## Equipaments sanitaris i escolars
El 2009 hi havia una escola elemental integrada dins d'un grup escolar amb les comunes properes formant una escola dispersa.

## Poblacions més properes
El següent diagrama mostra les poblacions més properes.